# برنتزونه سول گاردا
برنتزونه سول گاردا (به ایتالیایی: Brenzone sul Garda) یک کومونه در ایتالیا است که در استان ورونا واقع شده‌است. برنتزونه سول گاردا ۵۰٫۱ کیلومتر مربع مساحت و ۲٬۴۹۴ نفر جمعیت دارد و ۶۹ متر بالاتر از سطح دریا واقع شده‌است.